# Arytera arcuata
Arytera arcuata är en kinesträdsväxtart som beskrevs av Ludwig Radlkofer. Arytera arcuata ingår i släktet Arytera och familjen kinesträdsväxter. Inga underarter finns listade i Catalogue of Life.